# Mariana Marin
Mariana Marin (n. 10 februarie 1956, București – d. 31 martie 2003 ) a fost o poetă din România din "generația literară '80" (Generația în blugi).

## Scurtă biografie
S-a născut în București fiind fiica lui Anghel Marin, tehnician, și a Ioanei (născută Iscru). În perioada 1971-1975 a urmat cursurile Liceului „I. Neculce” din capitală și ulterior Facultatea de Litere (secția română-engleză) a Universității din București pe care a absolvit-o în 1980. Este considerată a face parte din "generația 80".
în perioada studenției, a fost un membru activ al Cenaclului de Luni, condus de criticul literar și profesorul Nicolae Manolescu și a publicat în volumul colectiv, editat de acesta, Cinci (1982).
Criticul Nicolae Manolescu, afirmă: Versurile ei sunt croite din materialul liricii tragice a marilor doamne ale poeziei moderne, printre care își găsește locul nefericita iubită a lui Eminescu, evocată, laolaltă cu urmașele ei din secolul XX, într-o splendidă Elegie : „Mutilarea artistului în tinerețe la minus 15 grade./ Nici cazul Sylviei Plath nu e posibil/ nici frânghia Veronicăi Micle nu are săpun./ Din când în când amintirea stinsă a Țvetaevei/ tăcerea în care se îneacă Ahmatova/ și mizeria, sărăcia acelui Ierusalim/ din care Else ma cheamă.”
După absolvirea facultății a lucrat ca profesor la Borcea, Drajna și Gruiu, jud. Călărași (1980-1983), profesor suplinitor la București, apoi bibliotecar la Biblioteca Centrală Universitară din același oraș (1986-1988). În 1976 a debutat cu versuri în revista Convingeri comuniste și editorial, în 1981, cu volumul Un război de o sută de ani.
Poeziile ei sunt traduse în limba franceză și e prezentă în reviste și antologii din Marea Britanie, Germania, SUA, Suedia, Ungaria și Polonia.

## Volume de versuri publicate
- Un război de o sută de ani, Editura Albatros, 1981; Editura AXA, Botoșani, 2001;
- Cinci (alături de Alexandru Mușina, Romulus Bucur, Bogdan Ghiu, Ion Bogdan Lefter), cu ilustrații de Tudor Jebeleanu; Editura Litera, 1982;
- Aripa secretă,  Editura Cartea Românească, 1986;
- Atelierele (1980-1984), Editura Cartea Românească, 1990;
- Ia-ți boarfele și mișcă, interviu realizat cu Oana Orlea, Editura Cartea Românească, 1992;
- Mutilarea artistului la tinerețe, Editura Muzeul Literaturii Române, 1999;
- Zestrea de aur (antologie), Editura Muzeului Literaturii Române; prefață de C. Rogozanu, 2002

## Cărți traduse în franceză
- "Au Carrefour des grandes routes commerciales" ediție bilingvă, EST-Samuel Tastet Editeur, traducere din limba română de Sébastien Reichmann, 1989
- "Les Ateliers", ediție bilingvă, EST-Samuel Tastet Editeur, traducere din limba română de Alain Paruit, 1992.

## Premii
- Premiul Uniunii Scriitorilor (debut-1981, 1999);
- Premiul de poezie al orașului Slobozia, 1991;
- Premiul ASPRO (1999) pentru Mutilarea artistului la tinerețe;[5]
- Premiul special "Virgil Mazilescu" (2001).[6]